# Hóquei nos Jogos Sul-Asiáticos de 2006
As competições de hóquei sobre grama nos Jogos Sul-Asiáticos de 2006 ocorreram entre 21 e 25 de agosto. Apenas o torneio masculino foi disputado.

## Calendário
| Agosto | 14 | 16 | 17 | 18 | 19 | 20 | 21 | 22 | 23 | 24 | 25 | 26 | 27 | 28 | Finais |
| ------ | -- | -- | -- | -- | -- | -- | -- | -- | -- | -- | -- | -- | -- | -- | ------ |
| Hóquei |    |    |    |    |    |    |    |    |    |    | 1  |    |    |    | 1      |

## Medalhistas
| Evento    | Ouro          | Prata     | Bronze        |
| Masculino | PAK Paquistão | IND Índia | SRI Sri Lanka |

## Resultados
| Grupo único | Grupo único | Grupo único | Grupo único | Grupo único |
| Pos         | País        | V           | D           |             |
| ----------- | ----------- | ----------- | ----------- | ----------- |
| 1           | Índia       | 3           | 0           |             |
| 2           | Paquistão   | 2           | 1           |             |
| 3           | Bangladesh  | 1           | 2           |             |
| 4           | Sri Lanka   | 0           | 3           |             |

| Decisão do 3º lugar | Sri Lanka | 2-0 | Bangladesh |
| Final               | Índia     | 2-3 | Paquistão  |